# Giuseppe Zenti
Giuseppe Zenti (San Martino Buon Albergo, 7 maart 1947) is een Italiaans rooms-katholiek geestelijke. Zenti is bisschop van Verona.
Zenti werd op 26 juni 1971 door de toenmalige bisschop van Verona Giuseppe Carraro tot priester gewijd. Op 3 december 2003 werd hij door paus Johannes Paulus II tot bisschop van Vittorio Veneto benoemd. Op 11 januari 2004 werd hij door de bisschop van Verona, Flavio Roberto Carraro tot bisschop gewijd. Als wapenspreuk koos hij: Mihi vivere Christus. Op 8 mei 2007 werd hij benoemd tot bisschop van Verona en op 30 juni werd hij in het ambt bevestigd.